# Districte de Moradabad
El districte de Moradabad és una divisió administrativa de l'estat d'Uttar Pradesh, divisió de Moradabad. La capital és Moradabad. Té una superfície de 3493 km² i una població al cens del 2001 de 2.761.620 habitants.
Administrativament està formada per:
- Tehsils: 6
  - Thakurdwara
  - Moradabad
  - Bilari
  - Sambhal
  - Chandausi
  - Kanth
- Blocs de desenvolupament (blocks): 13
  - Moradabad
  - Mundapandey
  - Bhagatpur Tanda
  - Thakurdwara
  - Dilari
  - Bilari
  - Bahjoi
  - Baniyakhera
  - Kundarki
  - Sambhal
  - Asmoli
  - Chajlet
  - Panwasa
- Nyay Panchayat: 95
- Gram Sabha: 960
- Pobles: 1536
- Pobles deshabitats: 261

## Història
La història antiga del districte és poc coneguda. Sambhal sembla la població de més antiguitat. Prithwi Raj el darrer sobirà hindú de Delhi hauria lluitat a la zona contra el mític príncep gaznèvida Sayyid Salar Masud i després contra Jai Chand, raja de Kanauj. Sota domini musulmà, una sèrie de governadors va residir a Sambhal i van tenir com a tasca principal reprimir les revoltes dels turbulents Katehriyes. El 1266 el sultà Balban (Giyath al-Din Balban Ulugh Khan 1266-1288) va atacar Amroha, on va ordenar una matança general. El 1365 Firuz Shah Tughluk (1351-1388) va envair Katehr (posteriorment aquesta regió fou coneguda com a Rohilkhand) per castigar a un senyor local anomenat Rai Kakara, que havia matat a un governador musulmà; Rai Kakara va fugir a Kumaun, i el sultà de Delhi va saquejar el territori i va deixar a Malik Khitab com a governador. Ibrahim Sharki, sultà de Jaunpur, va conquerir Sambhal el 1407, i va deixar un governador a la ciutat, però al cap d'un any Mahmud Shah III Tughluk de Delhi el va expulsar i el va substituir pels seus propis oficials. El 1473 sota Sultan Husayn, Jaunpur va dominar altre cop a Sambhal. Sikandar Lodi (1489-1517) va recuperar el territori el 1498 i va residir a Sambhal durant quatre anys; posteriorment el territori de Sambhal i la seva regió va romandre un feu permanent de la cort imperial.
A la meitat del segle xvi Ahya Maran, governador de Sambhal, es va rebel·lar contra Sultan Muhammad Adil, i va derrotar a un exèrcit enviat contra ell per l'emperador. L'any següent Raja Mittar Sen, dels Katehriya, va ocupar Sambhal, i fou atacat per Ahya Mara; va seguir una gran batalla a Kundarkhi en la que Mittar Sen fou derrotat decisivament. Sota Humayun fou governador Ali Kuli Khan, el qual va rebutjar una invasió dels encara independents Katehriyes. El 1566 alguns Mirzes, descendents de Tamerlà, es van revoltar i van fer presoners als oficials d'Akbar que foren tancats a la fortalesa de Sambhal. Husayn Khan va marxar contra els rebels que van fugir a Amroha; perseguits, van poder finalment escapar creuant el Ganges. Shah Jahan va nomenar a Rustam Khan com a governador de Katehr. Rustam va fundar Muradabad o Moradabad vers 1625, a la que va donar el nom per Murad Bakhsh, un dels prínceps imperials després assassinat per Aurangzeb.
A la mort d'Aurangzen el 1707 el poder de l'Imperi Mogol va començar a trencar-se. Els Katehriyes es van revoltar i van esdevenir independents i el governador musulmà mogol de Moradabad va traslladar temporalment el seu quarter general a Kanauj. Quan el cap rohilla Ali Muhammad va dominar la zona, el governador de Moradabad va intentar oposar-s'hi, pero Ali Muhammad va triomfar repetidament i el 1740 ja dominava tot el districte. El domini rohilla va continuar fins al 1774 quan Rohilkhand va passar a Oduh; la regió de Moradabad i altres territoris foren cedits als britànics el 1801. Al Rohilkhand es van formar els districtes de Moradabad i Bareilly; el primer incloïa el futur districte de Bijnor i part del districte de Budaun i del districte de Bareilly a més de l'estat de Rampur, però Bijnor fou constituïda en subdivisió de Nothern Moradabad el 1817 i Budaun es va segregar el 1822.
El 1805 el cap militar Amir Khan, natiu de Sambhal, amb la seva força de pindaris, va assolar el districte, però no va aconseguir apoderar-se del tresor del govern. A part d'aquest i algun altra incident aïllat, el districte va quedar pacificat fins al 1857.
El 12 de maig de 1857 van arribar notícies dels esdeveniments de Meerut i el 18 de maig els britànics van capturar als rebels de Muzaffarnagar; el dia 19 el 29è d'Infanteria Nativa es va amotinar i va alliberar els presos però el dia 21 se sipais es van unir a l'artilleria per reprimir un moviment popular a Rampur. El dia 21 la cavalleria de Rampur que havia anat fins a Bulandshahr, va tornar, i l'endemà es van saber les revoltes de Bareilly i Shahjahanpur. El 3 de juny el 29è d'Infanteria nativa va disparar contra els oficials que llavors van abandonar l'estació cap a Meerut on van arribar el dia 5. El dia 15 la brigada de Bareilly va arribar a Moradabad, i poc després va sortir cap a Delhi, units als rebels locals. A finals de juny el nawab de Rampur es va fer càrrec del govern del districte per compte dels britànics però tenia poca autoritat i el poder va quedar de fet en mans del cap rebel Majju Khan fins a l'arribada a Moradabad de la brigada del general Jones el 25 d'abril de 1858; Majju fou capturat i penjat; el maig la totalitat del districte va ser ocupada per S. Cracroft Wilson (després Sir), jutge de Moradabad, amb un cos de tropes, i l'orde va quedar restablert.
Fou part de les Províncies del Nord-oest i després de les Províncies Unides d'Agra i Oudh, a la divisió de Bareilly, amb una superfície de 5.918 km². Els rius principals eren el Sot o Yar-i-Wafadar, i el Ramganga. El districte tenia 15 ciutats i 2.450 pobles. La població era:
- 1872: 1.122.357
- 1881: 1.155.173
- l890: 1.179.398
- 1901: 1.191.993

Administrativament el districte estava format per sis tehsils:
- Moradabad
- Thakurdwara
- Bilari
- Sambhal
- Amroha
- Hasanpur

Les ciutats principals eren les quatre municipalitats de Moradabad, Chandausi, Amroha i Sambhal. El 64% de la població és hindi, i el 35% musulmana. Hi havia una minoria d'Aryes, sent Moradabad seu de la Arya Samaj de les Províncies Unides. La llengua principal era l'hindi, dialecte hindustani occidental. Les castes principals eren: chamars (21%), jats, rajputs, brahmans, khagis i ahars i entre els musulmans shaikhs, sayyids, julahes, barhais i telis. El 62% vivia de l'agricultura.
El tehsil de Moradabad tenia una superfície de 811 km² i una població el 1901 de 245.369 habitants en 298 pobles i tres ciutats, sent la capital Moradabad (població el 1901: 75.128).

## Arqueologia
Al tahsil de Bilari hi ha diverses restes arqueològiques i excavacions. També hi ha llocs interessants a Amroha i Sambhal especialment mesquites i capelles i algunes restes hindús.